# Davor Pejčinović
Davor Pejčinović,  (nacido el 28 de marzo de 1971 en Altenkirchen, Alemania) es un exjugador de baloncesto croata. Con 2.11 de estatura, su puesto natural en la cancha era el de pívot.

## Trayectoria
- Cibona Zagreb (1991-1997)
- KK Karlovac (1997-1998)
- Kolejliler (1998-1999)
- Cibona Zagreb (1999-2000)
- HKK Široki (2000)
- KK Zadar (2000-2001)
- Buducnost Podgorica (2001)
- Pallacanestro Varese (2002)
- Pau-Orthez (2002)
- BC Kiev (2002-2003)
- KK Baskini (2003-2004)
- Shanghai Sharks (2004-2005)
- Olympia Larissa (2005)
- Helios Domžale (2006)
- Keravnos B.C. (2006)
- Dubrava (2006)
- Zrinjevac Zagreb (2007-2008)